# 수림문화재단
수림문화재단은 문화예술분야에 대한 지원을 통하여 문화예술의 저변을 확대하고 문화혜택을 널리 공여하며, 창의적 활동을 통하여 문화예술의 진흥 발전을 도모하기 위하여 2009년 6월 12일 설립된 문화체육관광부 소관의 재단법인이다. 사무실은 서울 동대문구 홍릉로 118에 있다.

## 주요 사업
- 문화예술분야의 창작지원
- 문화예술상 제정 및 시상
- 우수문학 작품의 번역 및 출판 지원
- 문화예술인 및 단체 지원
- 문화예술작품의 국내외 전시.공연
- 문화공간의 설치 운영 등

## 같이 보기
- 수림재단
- 김희수 (1924년)
- 수림문학상